# Kościół Świętego Ducha w Rypinie
Kościół św. Ducha – drewniany kościół, który znajdował się w Rypinie. Rozebrany w 1940 roku.

## Historia
Kościół zbudowany został w latach 1348-1350 przez bożogrobców jako druga fundacja zakonna w mieście po kościele św. Piotra i Pawła w Starym Rypinie (Starorypinie). Położony był za murami miasta na przedmieściu zwanym Piaski, był to kościół drewniany, który spłonął na początku XVIII wieku. Odbudowany w latach 1711 - 1713 przez kanonika Cyryla Lenarskiego, konsekrowany 30 kwietnia 1715 roku przez biskupa płockiego Ludwika Załuskiego, jeszcze w 1815 roku był rozbudowany łącznie z dzwonnicą, w 1823 roku runął. Tego samego roku ostatni z bożogrobców o. Rafał Wietrzykowski wybudował nowy kościół o tym samym wezwaniu. Kościół został poświęcony przez Konstantego Plejewskiego, biskupa pomocniczego diecezji płockiej.
Do budowy kościoła użyto drewna, układając bale metodą zrębową. Budowlę przykryto ostrym dachem ułożonym z kleńca z dużym okapem. Nad prezbiterium usadowiono małą sygnaturkę o czterech ścianach z otworami, którą pokryto daszkiem. Kościół posiadał dwa wejścia – jedno główne i drugie od zakrystii. Nawa kościoła posiadała wymiary 8 x 5,5 x 4 metry. Nawa od prezbiterium oddzielona była tzw. Kalwarią, czyli poprzeczną belką z ustawionym na niej krucyfiksem oraz rzeźbami św. Jana i Marii Magdaleny.
W 1827 roku kościół św. Ducha przyłączony został do kościoła parafialnego św. Trójcy i pełnił odtąd rolę kościoła filialnego. W 1908 roku kościół został odrestaurowany, dzięki zabiegom proboszcza ks. kanonika Mariana Wilkowskiego. 	
W końcu XIX stulecia z frontu drewnianego kościoła wybudowano murowaną cegłą kaplicę w stylu zbliżonym do gotyckiego. Budynek, kryty dachówką, został podparty ośmioma skarpami. Na każdej bocznej ścianie znajdowały się po dwa okna. W 1909 roku kaplica nie posiadała żadnego wyposażenia wewnętrznego. Jej fundatorem była rodzina Piwnickich. 
Kościół wraz z grobową kaplicą został rozebrany przez Niemców w 1940 roku.